# Cahenia connexa
Cahenia connexa là một loài ruồi trong họ Tachinidae.